# Смотри, Эк!
«Смотри, Эк!» (англ. The Outer Limits: Behold, Eck!) — телефильм, 3 серия 2 сезона телесериала «За гранью возможного» 1963—1965 годов. Режиссёр: Байрон Хаскин. В ролях — Питер Линд Хайес, Джоан Фриман, Парли Баер, Марсель Херберт, Пол Соренсон.

## Вступление
С тех пор, как первое живое существо пристально поглядело вверх сквозь тьму, человек редко был доволен участью только лишь родиться, прожить жизнь и умереть. С огромным любопытством он изо всех сил старался открыть тайны создания мира, в котором он живёт. Иногда он побеждал. Иногда он проигрывал. И иногда, в беспорядочных потоках пространства и времени, он мельком видел миры, о которых он даже не мечтал…

## Сюжет
Доктор Роберт Стоун, рассеянный инженер-оптик, является блестящим учёным в области, которую ценят немногие. Его брат, видный правительственный физик, отказывается относиться к нему серьёзно и по существу вычеркнул доктора Стоуна из своей жизни. Секретарша доктора Стоуна, Тайлер Аррек, любит его и прочитала все его неясные научные труды, но Стоун глух к её чувствам, он чувствует только детали своей науки.
Сюжет начинается в момент, когда полицейские расследуют разгром офиса доктора Стоуна, последний в ряде нападений на оптометрические учреждения. После того, как они уезжают, доктор Стоун понял, что его собственные очки сломаны, и решает заменить свои линзы на пару линз, разработанных для пациентов, которые страдают от двоения в глазах, линз, сделанных из кварца, полученного из метеорита. Надевая очки, он видит существо, которое, как ему показалось, сделано из энергии. Существо нападает на него, разбивая его очки, крадёт страницу из блокнота Стоуна, на которой были написаны имена пациентов, которым были предписаны подобные линзы, и быстро исчезает.
Стоун выясняет, что существо должно существовать только в двух измерениях, когда оно становится поперёк, оно становится невидимым, и оно в состоянии двигаться через стены. Стоун посещает своего брата-физика, чтобы обсудить идею, но его брат отталкивает Стоуна, как безумца. Доктор Стоун тогда просит свою секретаршу заказать несколько новых пар линз из метеоритного вещества, и пытается разыскать пациентов, разыскиваемых двумерным существом. Один из них был ранен, другой найден мёртвым, и третьему, сварщику, удалось отразить существо своим сварочным аппаратом (позже Стоун понял, что во втором измерении огонь всесилен, потому что двумерные организмы, как сухие листья или бумага, легко могут быть поджигаться). Также было обнаружено, что здание небоскрёба было перерезано пополам. Брат Стоуна и полиция начинают расследовать эти происшествия. Тем временем, Стоун внезапно замечает влюблённую в него секретаршу. Он впервые замечает Аррек, после того, как надел новую пару очков, её «особый взгляд», поскольку она любит его. С этого момента Стоун начинает называть секретаршу её именем — Тайлер — и они становятся физически близки.
Скоро существо появляется снова в поле зрения Стоуна после того, как он надевает пару метеоритных очков. Существо, назвавшее себя Эк, объясняет, что оно было поймано в ловушку в нашем измерении, когда он свалился через экспериментальный портал, устройство, над которым он работал. Он должен возвратиться во второе измерение через разрыв и закрыть его, иначе разрыв может засосать в себя все вещи из его измерения. Однако, Эк неспособен видеть должным образом в трёхмерном пространстве, и он требует, чтобы линзы исправили его двумерное видение так, чтобы он мог найти разрыв.

## Заключительная фраза
Как это ни парадоксально, бесконечный поиск человеком знания часто опустошал его храбрость и деформировал его зрение так, что он сталкивался с неизвестным, испытывая ужас, а не благоговение, и исследовал тьму с криками, а не со светом. Всё же всегда находились люди, которые прикоснулись к структуре будущего с пониманием и храбростью. Через этих людей мы всё же можем достигнуть звёзд.